# Felsmalereien von Rostock-Süd
Die Felsmalereien von Rostock-Süd (englisch Rock Paintings at Rostock-Süd) sind Felsmalereien nördlich von Solitaire auf der Farm Rostock-Süd in der Region Khomas in Namibia. Sie sind seit dem 1. November 1968 ein Nationales Denkmal Namibias.
Die Malereien befinden sich in der Oase-Höhle, 80 Kilometer nördlich von Solitaire an der Hauptstraße C14. Es gibt 71 einzelne Malereien und Gruppenmalereien. Sie zeigen vor allem Wildtiere und Gruppen von bis zu 60 Menschen.